# Брадва
 Тази статия е за брадвата топор.  За филма вижте Топор (филм).  
Брадвата е инструмент, който се е използвал векове наред за придаването на форма, цепенето или рязането на дърва, като оръжие в миналото и като символ на царственост и на благородност в някои древни цивилизации. Брадвата има много форми при различната специализация, но основно тя се състои от глава на брадвата (частта, с която се реже) и дръжка. Нарича се още секира (в Македония и западна България – славянски корен), топор (славянски корен), манара (от гръцки) и балтия (от турски).
Най-ранните примери за брадви са такива с каменни глави и със сравнително добре изразен форма на дръжка, прикрепена към главата. Вследствие на откриването на други материали за изработка на инструменти се появяват и медни, бронзови, железни и стоманени брадви.
Брадвата е пример за прост механизъм, защото тя представлява клин или двойно наклонена равнина. Според физичните свойства на тези механизми, силата, която се създава от човека, се увеличава многократно. Брадвата разделя дървесните влакна на две поради напрежението, което прилага. Дръжката се използва като лост, което позволява да се увеличи силата (опитайте да цепите дърва с брадва без дръжка). Когато не се използва цялата дължина на дръжката, силата, нужна за цепене или рязане, се увеличава и човек се изморява по-бързо.
В повечето случаи брадвата за рязане има малка дължина на главата, докато при брадвите за цепене има много по-голяма дължина.
Друг инструмент със същите корени е и градинската секира. Със своите къса дръжка и дълго острие, инструментът може да се използва за дейности, които са неудобни за брадвата. Във Франция и Холандия тази градинска секира доста често измества обикновената брадва и се използва и от дърводелци, често за издялкване на пейки. Специално модифицирани брадви наричани „делачки“ са се използвали за придаване на четвъртит вид на кръглите дървесни стволове, необходими при градежа на различни видове сгради, по времето, когато дървото е било основен материал за направата им.
Повечето днешни брадви имат стоманени глави и дървени дръжки в САЩ, Великобритания и другите страни от Европа – въпреки че често се срещат и пластмасови дръжки.
В миналото брадвите често се използвали в битка като така например наречените бойни брадви, защото се правели лесно и били добри оръжия и едновременно с това и инструменти.
Топора е бил и един от основните инструменти за извършване на екзекуции чрез обезглавяване. Във Франция за по-практично е модифициран и усъвършенстван в съоръжението гилотина.

## История
Предполага се, че в началото брадвите не са били с дръжки. Първите истински каменни брадви с дръжки датират от мезолитната епоха (около 6 хил. г. пр.н.е.). Брадви направени от камък се намират от новокаменната епоха. Няколко дървени брадви са открити от този период и се оказва, че брадвата е острена и оформяна чрез клин.
В праисторическата ера често се търгувало с камък, удобен за направата на брадви. Леко разрязване е бил начинът за познаване на добрия материал. В Европа новокаменни „брадвени фабрики“, където хиляди парчета камък се оформяли като брадви, се срещат на много места като Великобритания, остров Ратлин, Ирландия, Креземионки (Полша), Франция, Вал Д'Аосте (Италия) и др.
От късната новокаменна/каменномедна епоха насам брадвите се правели от мед или мед, смесен с арсен. Тези брадви са плоски и с дръжка като каменните си предшественици. Брадвите продължават да се правят по този начин и след откриването на бронза. След време методът с дръжките се променя и плоските брадви се превръщат в „брадви с фланци“, а след това се появяват брадви с двойни глави.
Индоевропейската дума за брадва сигурно е била „pelek'u“ (от гръцката дума πέλεκυς), но думата вероятно е била заемка от Шумерското „balag“ или Акадското „pilaku“.

## Символика, ритуали и фолклор
Най-малко след новокаменната епоха усложнените брадви (бойни брадви, Т-образни и др.) започват да придобиват религиозна значимост. Те може би също са показвали и статуса на своя притежател в обществото. На места са откривани множество остриета на брадви от новокаменната епоха, които вероятно са били дар към боговете.
През 1998 г. при Шам-Елсен (кантон Цуг, Швейцария) е открита брадва лабрис, прикачена към усложнена дръжка с дължина 120 см. Тя била увита в орнаментирани брезови кори. Острието е дълго 17,4 см. Дръжката минава през дупка в острието и се прикрепя чрез кори от върба.
В Римската империя, брадвата символизирала позволението и властта на човек да екзекутира. Брадвата е и често срещан символ на фашистка Италия при Мусолини.
Във фолклора каменните брадви са считани за светкавици и се използвали като пазители на сгради срещу светкавици, защото се смятало, че светкавицата никога не удря два пъти на едно и също място.
Стоманените брадви играят роля в суеверията. Хвърлената брадва предпазвала от градушка, понякога сложената при посевите брадва, с острие, сочещо към небесата, пазела от лошо време. Брадва, зарита с главата надолу по прага на къщата, прогонвала вещиците, докато брадвата, поставена под леглото, подсигурявала мъжка рожба.
Австралийците и Новозеландците създават няколко варианти на селски спортове, които увековечили традицията за рязане на дърва с брадва. Спортовете представлявали рязане на пънове вертикално или хоризонтално. Името на тези традиционни състезания било aizkolaritza (от aizkora: брадва).
В митологията на Йорубите, двойната брадва (лабрис) символизирала Шанго, бога на гръмотевиците и светкавиците. Според тях брадвата представлява балансирано правосъдие.

## Съвременни брадви за цепене на дърва или за кастрене на клони
Има най-различни производители на брадви, но някои от по-големите производители са както следва:
- FISKARS – Финландска фирма създадена през 1649 г. Към днешна дата предлагат повече от 20 модела брадви
- GARDENA – Централата и е в Улм, Германия и марката е много известна и предпочитана за милиони собственици на домове и градини по света. GARDENA предлага голямо разнообразие от продукти.